# سالفورد
تقع سالفورد في قلب مدينة سالفورد في مانشستر الكبرى في شمال شرق إنجلترا.

## الموقع
تقع ضمن مانشستر الكبرى وبالتحديد غرب مدينة مانشستر وشمال منطقة ترافورد

## توأمة
لسالفورد اتفاقيات توأمة مع كل من:
- لونن (25 مارس 1966 - )
- أربونة
- سانت أوين سور سين

## المشاهير
من مشاهير مدينة سالفورد نجد الناشطة السياسية إميلين بانكيرست.

## التعليم
بها جامعة سالفورد

## المعالم

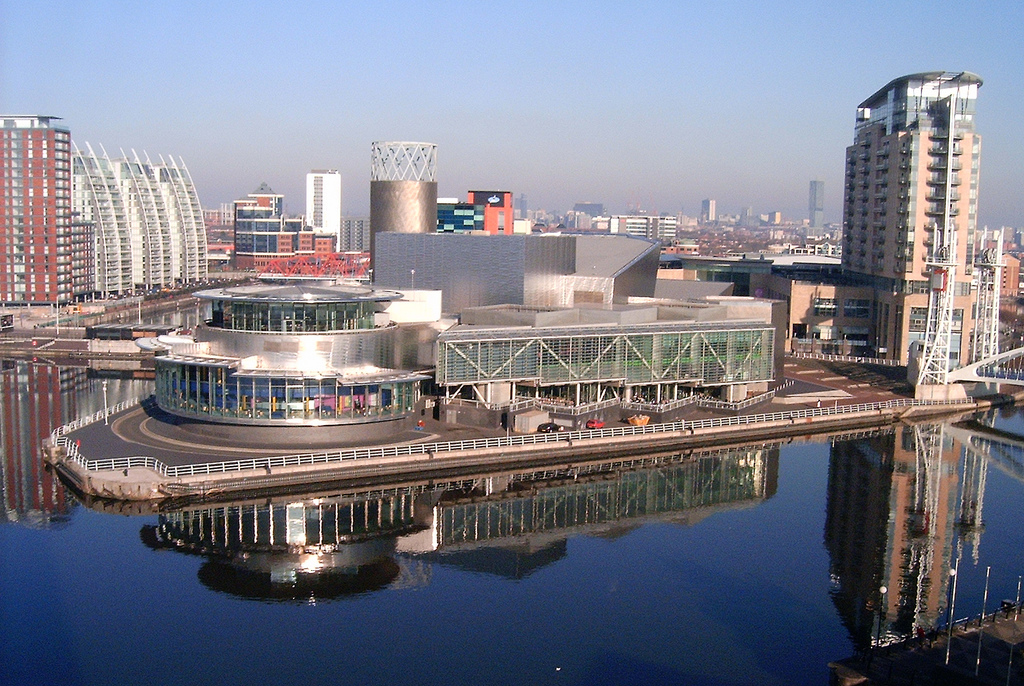
سالفورد كيز في المقدمة، ووسط مدينة مانشستر في الخلفية

أشهر معالمها سالفورد كيز (وتعني المرسى) وهي منطقة حديثة التطوير أشهر ما فيها مدينة إعلامية تضم المقر الجديد لهيئة الإذاعة البريطانية، ويوجد أيضا مركز تسوق «لاوري» والمتحف الحربي البريطاني ومكاتب وشقق راقية.

## المواصلات
تربطها ببقية أنحاء المدينة مترو مانشستر وطريق سريع.

## أعلام
- روبرت هيو بنسون
- جيمس بريسكوت جول
- بيتر ماكسويل ديفيز
- ألبرت فيني
- جوان والي
- روبرت باول
- فينس هايز
- آلان جيلدارد